# NSYNC
 (novembre 2023).
Pour les articles homonymes, voir Nsync.
*NSYNC (ou ‘N Sync) est un boys band américain de pop formé en 1995 à Orlando, en Floride dont l'activité a cessé en 2002 et s'est reformé en 2023. Les membres du groupe sont Lance Bass, JC Chasez, Joey Fatone, Chris Kirkpatrick et Justin Timberlake. Ils sont devenus un des boys band les plus célèbres des années 1990, ayant même réussi à concurrencer les Backstreet Boys. Ils ont vendu plus de 55 millions d'albums au cours de leur carrière.

## Membres du groupe
Le groupe NSYNC est composé de Justin Timberlake, Chris Kirkpatrick, Joey Fatone, Lance Bass et JC Chasez.

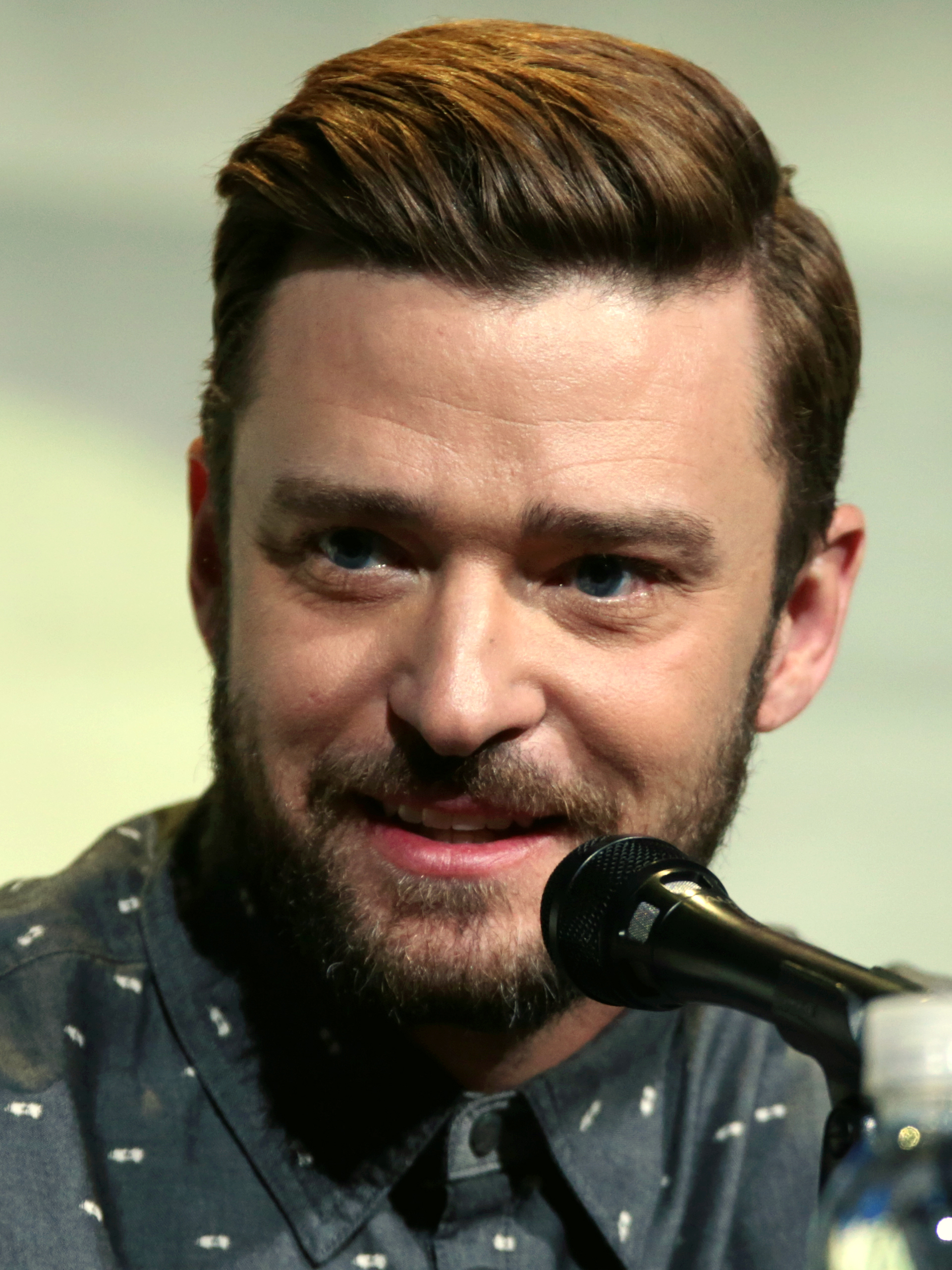
Justin Timberlake.
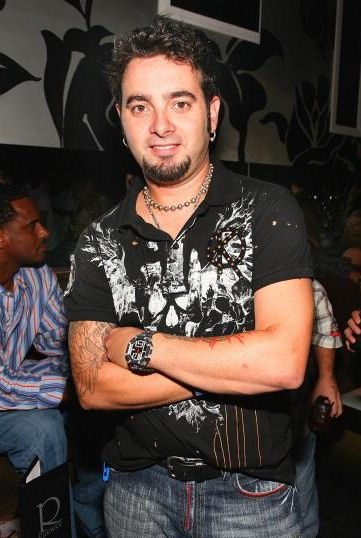
Chris Kirkpatrick.
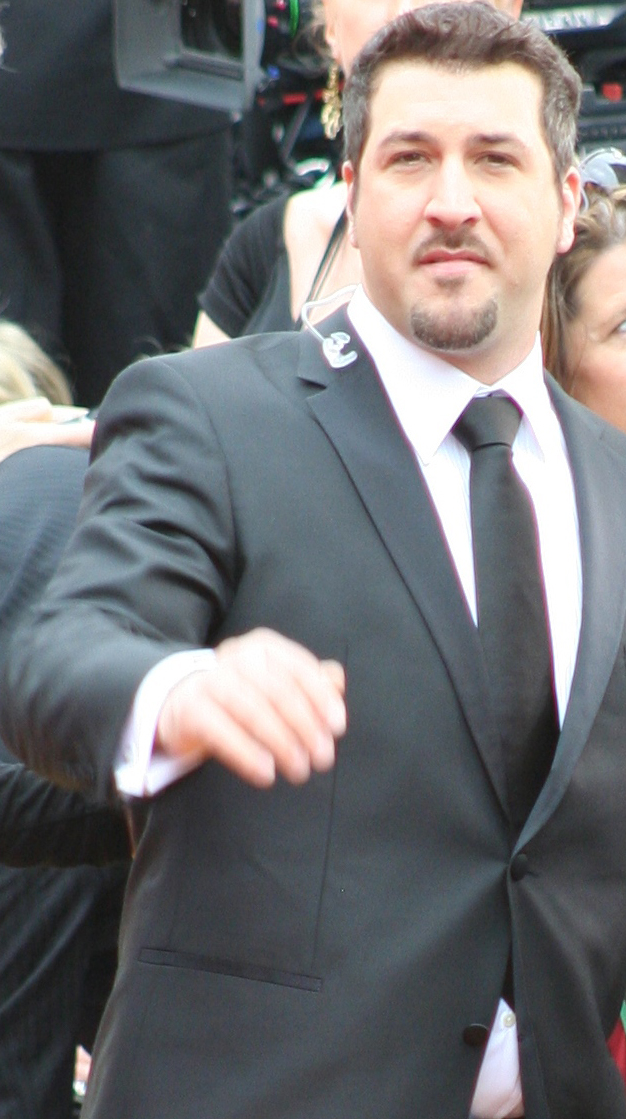
Joey Fatone.
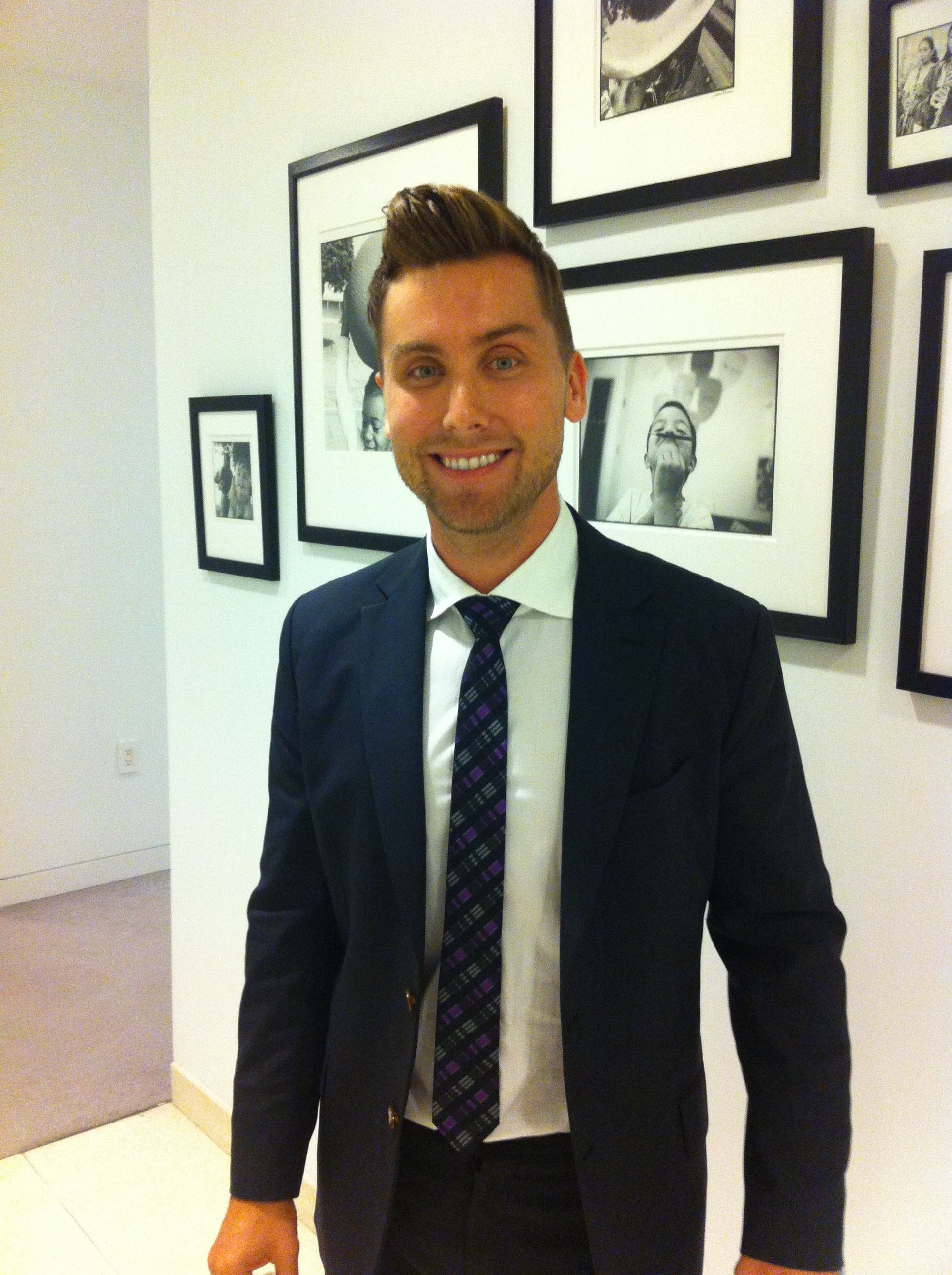
Lance Bass.
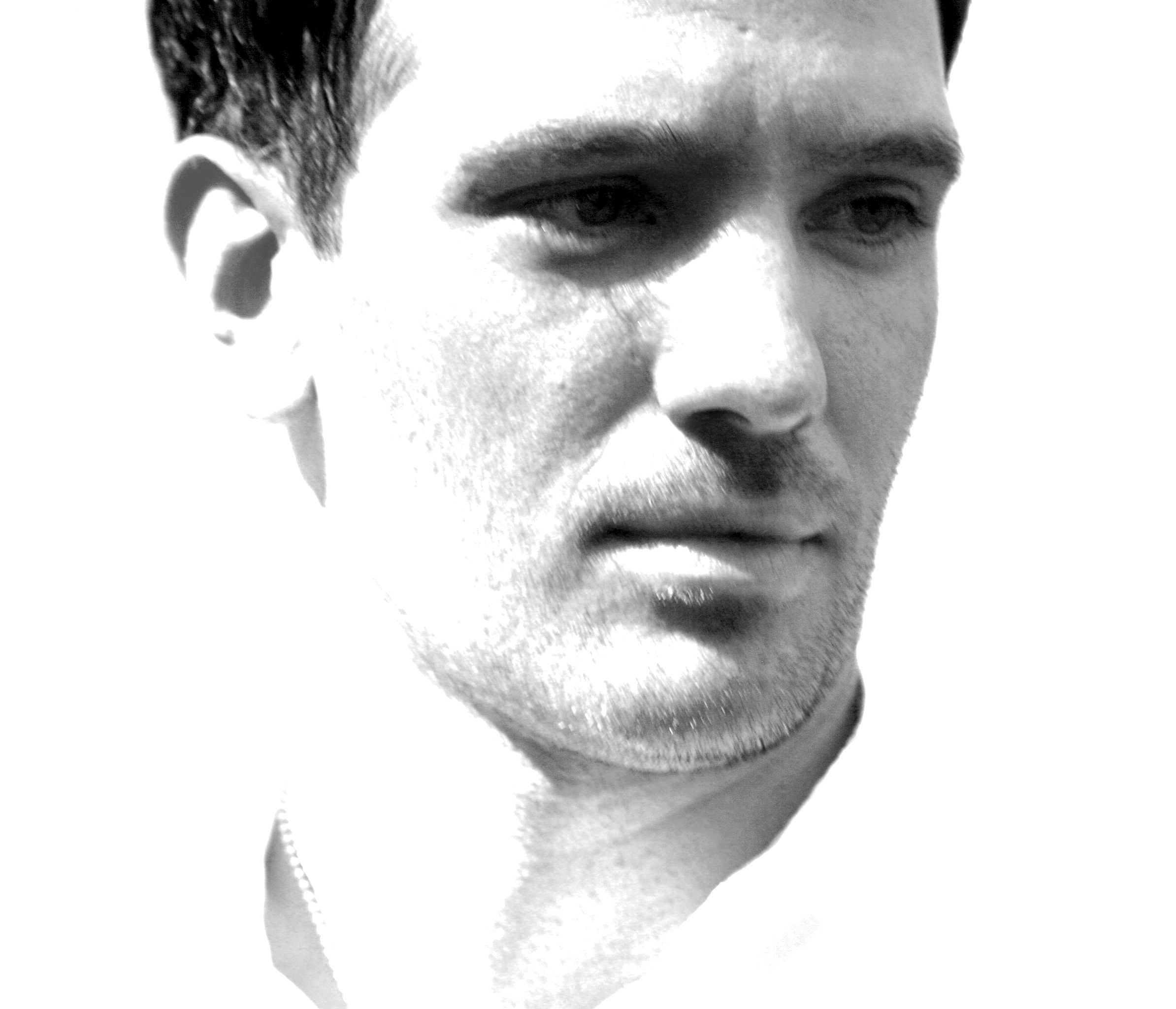
JC Chasez.

## Histoire

### Débuts
Lou Pearlman, imprésario connu pour avoir popularisé plusieurs boys band tels les Backstreet Boys, approche Chris Kirkpatrick en lui disant qu'il veut recruter un nouveau groupe pour adolescents. Pearlman affirme qu'il est prêt à financer le groupe si Kirkpatrick trouve de nouveaux membres. Chris rejoint Joey Fatone. Les deux jeunes hommes se connaissent et sont amis depuis leur rencontre dans des studios d'Universal. Fatone accepte et se rend à Orlando pour plus d'informations. Lou fouilla dans de vieilles cassettes, et tomba sur une prestation de Justin Timberlake au Mickey Mouse Club au début des années 1990. Lou, Chris et Joey réussissent à contacter Justin, qui accepta de se rendre à Orlando. Au bout du fil, Justin recommanda son ami du MMC, JC Chasez. Chasez fut rejoint et accepta l'invitation.
Le groupe est alors, au départ, constitué de Justin Timberlake, JC Chasez, Chris Kirkpatrick, Joey Fatone et Jason Galasso. Le groupe est prêt à signer un contrat de disques, et c'est avec le label de Lou Pearlman Pearlman's Trans Continental Label que le jeune groupe signe leur contrat. Mais au dernier moment, Jason Galasso quitte le groupe. Ce dernier affirma que devenir un teen-idol n'a jamais été un de ses buts. Lou Pearlman décide d'organiser un casting pour but de trouver le cinquième membre. Malheureusement pour eux, ils ne trouveront personne qui attireront leur attention. Justin Timberlake décide de contacter un ancien professeur de chant qui conseille un de ses élèves, Lance Bass, en tant que cinquième membre pour NSYNC. Après avoir écouté les informations de Timberlake, Bass accepta immédiatement d'entrer dans le groupe.
C'est le moment où le groupe doit se trouver un nom. La mère de Justin proposa in sync qui signifie en synchronisation. Les garçons, eux, proposèrent de prendre la dernière lettre de leur prénom pour former le nom du groupe. JustiN, ChriS, JoeY, JasoN et JC, ce qui donne NSYNC. C'est le nom que choisit le groupe. Lou Pearlman et les *NSYNC commencèrent alors leur travail. Après plusieurs mois de leçons de chant et de danse, les garçons sont alors prêts à travailler sérieusement, et Lou contacta Johnny Wright, manager des Backstreet Boys, pour diriger *NSYNC. Ces-derniers enregistrent une maquette composées des titres I'll Be Back For More et We Can Work It Out. Après avoir écouté la maquette, Johnny veut les rencontrer pour un « aperçu » de quoi ils sont capables. Wright décida de signer le groupe presque immédiatement après la petite performance.
NSYNC se rendirent en Suède pour rencontrer Max Martin et Denniz Pop, pour composer leur premier album. Le premier extrait de l'album est I Want You Back, sorti le 7 octobre 1996 en Allemagne. Il entre dans le top 10 allemand le 18 novembre 1996. La chanson est beaucoup jouée dans le pays et connaît un bon succès. Le titre réussira à atteindre l'Europe. L'album *NSYNC sort le 26 mai 1997 en Allemagne et atteindra la première position des charts allemands une semaine après sa sortie. Lorsque l'album sort en Europe, le succès est presque instantané. L'album se classera très bien en Suisse et en Autriche. Il se vendra à plus de 820 000 exemplaires au total en Allemagne, en Suisse, en Autriche et dans l'Est de l'Europe. Le groupe sort les singles Tearin' Up My Heart et Here We Go atteindront le top 10 en Europe. Le label RCA Records s'intéresse à eux, et les garçons signèrent le contrat qui leur était proposé. Grâce à ce contrat, ils auront peut-être la chance de percer aux États-Unis, leur pays d'origine.

## Succès aux États-Unis et procès contre Lou Pearlman
Le groupe sort son premier simple en Amérique du Nord, I want You Back, le 20 janvier 1998. Il atteint la 13e position du Billboard Hot 100. Leur premier album sort en Amérique le 24 mars 1998, réédité avec des titres inédits. Le disque arrive en 82e position du Billboard Hot 200, mais c'est lors du concert d'été de Disney Channel le 18 juillet 1998, que le groupe perce aux États-Unis. C'étaient les Backstreet Boys qui devaient donner la prestation, mais ils changèrent d'idée. Trois semaines avant la prestation, leur album avait chuté en 85e place du Billboard Hot 200, et trois semaines après la prestation, l'album avait monté jusqu'en 9e place. Six mois après la sortie du disque, il était parmi les dix meilleures ventes d'album aux États-Unis. Ils reçoivent ainsi un disque de diamant pour avoir vendu dix millions d'exemplaires de leur album.
Vers septembre 1998, le groupe entame des procédures judiciaires contre Lou Pearlman et sa maison de disques, affirmant qu'il aurait eu recours à des pratiques commerciales illicites. Pearlman aurait fraudé 50 % des revenus du groupe, plutôt que sa promesse de ne recevoir qu'un sixième des bénéfices. Le groupe menace de partir et de signer pour Jive Records, Jive ayant prévenu Pearlman et RCA des contres-poursuites. Une somme de 150 millions de dollars et des droits d'auteurs sur le nom sont réclamée par Pearlman. La cour rejette la demande de Pearlman et, après avoir obtenu un règlement hors cour, *NSYNC signe avec Jive.
Toujours en 1999, NSYNC collabore à l'album Tarzan, tiré du film d'animation des studios Disney, dont la musique est signée Phil Collins et Mark Mancina, sur la chanson Trashin' the Camp.

## Retour etNo Strings Attached
Après le procès contre Lou Pearlman, *NSYNC entre en studio pour enregistrer leur nouvel album. En janvier 2000 sort la célèbre Bye Bye Bye, qui a atteint la cinquième position du Billboard Hot 100. C'est selon plusieurs chroniqueurs, leur signature[réf. nécessaire].
L'album No Strings Attached sort le 21 mars 2000. Il se vend à 2,42 millions d'exemplaires la première semaine de sa sortie. Fin 2000, les ventes de l'album s'élèvent à 9,9 millions d'exemplaires. L'album a été considéré comme « une des meilleures ventes d'album de l'année » en 2000.
Le second extrait, It's Gonna Be Me est leur tout premier numéro un aux États-Unis. Ils partent en tournée promotionnelle pour soutenir l'album, le No Strings Attached Tour. La dernière représentation a eu lieu à Rio de Janeiro début 2001.
Le 12 Septembre 2023 les NSYNC font un retour remarqué pendant les MTV Vidéo Music Awards qui se sont déroulés au Prudential Center de Newark, New Jersey. Le 29 septembre 2023, ils se retrouvent pour un nouvel album pour la sortie du film Les Trolls 3

## Celebrityet séparation
Celebrity, troisième album du groupe, sort le 24 juillet 2001. Il se vend à plus d'un million d'exemplaires une semaine après sa parution. Cet opus se veut plus mature, moins destiné aux adolescents. Une tournée suit, intitulée sobrement Celebrity Tour.
En avril 2002, le groupe se sépare. Les membres expliquent qu'ils faisaient preuve de moins de motivation.

## Discographie

### Albums
- *NSYNC — 26 mai 1997 (Allemagne), 24 mars 1998 (É.-U.)
- No Strings Attached — 21 mars 2000
- Celebrity — 24 juillet 2001

### Albums de Noël
- Home for Christmas — 10 novembre 1998
- The Winter Album — 17 novembre 1998 (sorti seulement en Allemagne, équivalent de Home for Christmas aux États-Unis avec des titres différents)

### Collaboration
- Tarzan - De Phil Collins et Mark Mancina ; NSYNC collabore sur la chanson Trashin' the Camp avec Phil Collins. 1999

## Dancing with the Stars
Le 19 mars 2007, lors de la quatrième édition de Dancing with the Stars, Joey Fatone fait partie des douze célébrités qui s'affrontent dans la danse. Il se retrouve avec notamment la star de country et père de Miley, Billy Ray Cyrus, la boxeuse et fille de Mohamed Ali, Laila Ali, l'acteur et star de Beverly Hills 90210, Ian Ziering et l'ancienne femme de Paul McCartney, Heather Mills.
Le 22 mai 2007 il arrive en finale après 70 jours de compétition, en seconde position.
Le gagnant est le médaillé d'Or Apolo Anton Ohno.
Le 22 septembre 2008, c'est Lance Bass qui fait partie du casting de la septième édition au côté de la star de télé-réalité, Kim Kardashian, la jeune star Disney, Cody Linley et la star de cinéma Cloris Leachman, pour un total de treize célébrités.
Le 25 novembre 2008, il arrive en troisième position lors de la finale et 66 jours de compétition.
La gagnante est l'animatrice télé et compagne de David Charvet, Brooke Burke.

## Apparitions
Dans l'épisode 14 de la saison 12 des Simpson, Bart et son boys band, NSYNC fait deux apparitions.
JC Chasez fait partie des jurys de Dance Crew USA.
Les NSYNC se sont reformés le temps de deux chansons aux MTV Video Music Awards 2013 et lors de la mi-temps du Superbowl le 8 février 2001, accompagné d'Aerosmith, Britney Spears et Mary J. Blige.
En 2023, Lance Bass et Joey Falone font une apparition dans l’épisode 17 de la saison 2 d’How I Met Your Father, aux côtés d’Hilary Duff et Francia Raisa
En 2023, le groupe NSYNC fait une apparition dans le film Les Trolls 3, Justin Timberlake reprenant le doublage de Branch, personnage qui lui-même est membre du groupe NSYNC chez les trolls.
En 2024, Bye Bye Bye est repris dans le générique du blockbuster Deadpool & Wolverine. La chanson et la dance qui lui est associée deviennent un meme: Dancepool.